# James A. Barcia

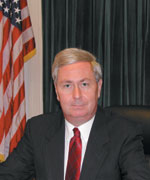
James A. Barcia

James Allan „Jim“ Barcia (* 25. Februar 1952 in Bay City, Michigan) ist ein US-amerikanischer Politiker. Zwischen 1993 und 2003 vertrat er den Bundesstaat Michigan im US-Repräsentantenhaus.

## Werdegang
James Barcia besuchte die Bay City High School und danach bis 1974 das Saginaw Valley State College. Zwischenzeitlich arbeitete er im Jahr 1971 für US-Senator Philip Hart aus Michigan. Zwischen 1974 und 1975 war er in der Verwaltung des Michigan Blood Center beschäftigt. Danach gehörte er bis 1976 zum Stab des Abgeordneten Donald J. Albosta im Repräsentantenhaus von Michigan. Politisch schloss sich Barcia der Demokratischen Partei an. Zwischen 1977 und 1983 saß er im Repräsentantenhaus von Michigan, von 1983 bis 1993 im Staatssenat.
Bei den Kongresswahlen des Jahres 1992 wurde er im fünften Wahlbezirk von Michigan in das US-Repräsentantenhaus in Washington, D.C. gewählt, wo er am 3. Januar 1993 die Nachfolge von Paul B. Henry antrat. Nach vier Wiederwahlen konnte er bis zum 3. Januar 2003 fünf Legislaturperioden im Kongress absolvieren. In dieser Zeit stimmte er gegen Abtreibungsgesetze und gegen Kontrollgesetze bei Schusswaffen. Am 10. Oktober 2002 war er einer von 81 demokratischen Kongressabgeordneten, die sich für den Irakkrieg aussprachen.
Im Jahr 2002 verzichtete Barcia auf eine weitere Kandidatur für das US-Repräsentantenhaus. Stattdessen wurde er wieder in den Senat von Michigan gewählt. Dieses Mandat übte er bis Anfang 2011 aus. Im April 2003 wurde er wegen Vergehens gegen die Wahlkampffinanzierungsgesetzte angeklagt. Das Verfahren wurde im Jahr 2005 eingestellt.